# Fasori Evangélikus Gimnázium
Das Fasori Evangélikus Gimnázium (wörtlich etwa „Evangelisches Gymnasium an der Allee“, deutsch manchmal als Budapester Lutheraner-Gymnasium und ähnlich bezeichnet) ist ein traditionsreiches Gymnasium in Budapest. Die Schule wurde 1823 durch die lutherische Kirche Ungarns gegründet. Zunächst war die Schule am Deák Ferenc tér lokalisiert, 1864 wurde sie in die Sütő utca verlegt und erhielt 1904 gemeinsam mit der neuen evangelischen Kirche ihren endgültigen Platz an der heutigen Adresse Városligeti fasor. Die Schule hatte eine humanistische Ausrichtung und die Unterrichtssprache war Deutsch. Zu den Schülern zählten Angehörige verschiedener Konfessionen, insbesondere viele Söhne aus dem jüdischen Bürgertum. Das Gymnasium musste unter der kommunistischen Herrschaft 1952 schließen, wurde jedoch 1989 nach deren Ende als ungarisches Gymnasium wiedereröffnet.
Traditionell zählte es zu den besten Schulen Ungarns und hatte viele bedeutende Wissenschaftler und Künstler als Schüler:
- Eugene Paul Wigner (Nobelpreisträger für Physik 1963)
- John Harsanyi (Nobelpreisträger für Wirtschaftswissenschaften 1994)
- John von Neumann (Mathematiker und Informatik-Pionier)
- György Faludy (Dichter)
- Emmerich Kálmán (Komponist) – für fünf Jahre
- Kálmán Kandó (Erfinder)
- Sándor Petőfi (Dichter) – für zwei Jahre
- Thomas Sebeok (Semiotiker)[1]
- Edward Teller (Physiker)[2]
- Jenő Ábel (Altphilologe)

Unter den früheren Studenten und Lehrern waren Georg Lukács, Theodor Herzl, Antal Doráti,
László Rátz (der Lehrer und Förderer Neumanns und Wigners), Alfréd Haar, Miksa Fenyö, Gyula Szepesy, Adolf Fényes, Miksa Falk, Aurél Stein und Vilmos Tátrai.